# 廣瀬健一 (経済学者)
廣瀬 健一（ひろせ けんいち、1972年（昭和47年） - ）は、日本の経済学者。2012年（平成24年）より小樽商科大学の教授を務める。専攻は国際マクロ経済学・国際金融。

## 概要
兵庫県出身。1995年（平成7年）に大阪大学経済学部を卒業、2000年（平成12年）に大阪大学大学院経済学研究科の博士課程を修了する。
卒業後、2001年（平成13年）4月から9月まで立命館大学で経済学部の非常勤講師を、同年10月からは一橋大学大学院経済学研究科の専任講師を務めた。2003年（平成15年）からは小樽商科大学商学部経済学科の助教授を、2007年（平成19年）からは准教授を歴任し、2012年（平成24年）に同学科教授となった。またこの間2006年（平成18年）には1年間大阪大学社会経済研究所の招聘教員となり、2013年（平成25年）から2015年（平成27年）まで再び同研究所の招聘教員を務めた。